# It’s Me, Jamala (kislemez)
Az It's Me, Jamala Jamala énekesnő 2010-ben kiadott kislemeze, mely a „For Every Heart” című albuma népszerűsítése érdekében jelent meg.

## Résztvevők
- Jamala – ének, zene, vokál
- Tatiana Skubashevska – szöveg
- Yevgeny Filatov – gyártó
- Eugene Filatov – producer

## Érdekességek
A dalban megjelenő „Gaga” és „Amy” Lady Gaga-ra illetve Amy Winehouse-ra utal.

## Fordítás
- Ez a szócikk részben vagy egészben  az   It's Me, Jamala (пісня) című ukrán Wikipédia-szócikk fordításán alapul.  Az eredeti cikk szerkesztőit annak laptörténete sorolja fel. Ez a jelzés csupán a megfogalmazás eredetét és a szerzői jogokat jelzi, nem szolgál a cikkben szereplő információk forrásmegjelöléseként.